# No quiere novio
«No quiere novio» es una canción del cantante puertorriqueño de reguetón Ñejo. Se lanzó el 25 de abril de 2006 como parte del disco Sangre nueva: Special Edition. La canción también fue incluida como parte del álbum Broke & Famous.

## Versiones
Cuenta con una remezcla con Tego Calderón, el cual alcanzó la posición #15 en el Hot Latin Songs de Billboard en 2006.

## Posicionamiento
| Listas (2006)                    | Mejor posición |
| -------------------------------- | -------------- |
| Estados Unidos (Hot Latin Songs) | 15             |